# Пешка
Пе́шка (Юникод: ♙♟) — это самая слабая шахматная фигура и основная единица измерения (равняется 1 пешке)♟️ шахматного материала: в пешечном эквиваленте измеряют «вес» фигур (лёгкая фигура — конь и слон по отдельности примерно эквивалентны трём пешкам, ладья — пяти, ферзь — девяти). Сама пешка равна 1 очку. Пешка может превратиться во все фигуры, кроме короля.
По Ф. Филидору пешка — «душа шахматной партии», структура пешечного расположения определяет стратегический рисунок партии. В эндшпиле роль пешек значительно возрастает, особенно далеко продвинутых (близких к полю превращения).
Буквенное обозначение — п. (в шахматной нотации обычно используется только при записи положения фигур на диаграмме, а в процессе партии опускается).
Из-за своей индивидуальной слабости в сравнении с другими фигурами, пешка в метафорическом смысле олицетворяет беспомощность, низкое положение в иерархии: например, «Он был всего лишь пешкой в моих руках».
Иногда встречается галлицизм пион (фр. Pion) — пехотинец (пешеход).

## Ход
|   | a | b | c | d | e | f | g | h |   |
| - | --- | --- | --- | --- | --- | --- | --- | --- | - |
| 8 | g5 чёрная пешка · c4 чёрный круг · f4 чёрный крест · g4 чёрный круг · h4 чёрный крест · b3 чёрный крест · c3 чёрный круг · d3 чёрный крест · c2 белая пешка | g5 чёрная пешка · c4 чёрный круг · f4 чёрный крест · g4 чёрный круг · h4 чёрный крест · b3 чёрный крест · c3 чёрный круг · d3 чёрный крест · c2 белая пешка | g5 чёрная пешка · c4 чёрный круг · f4 чёрный крест · g4 чёрный круг · h4 чёрный крест · b3 чёрный крест · c3 чёрный круг · d3 чёрный крест · c2 белая пешка | g5 чёрная пешка · c4 чёрный круг · f4 чёрный крест · g4 чёрный круг · h4 чёрный крест · b3 чёрный крест · c3 чёрный круг · d3 чёрный крест · c2 белая пешка | g5 чёрная пешка · c4 чёрный круг · f4 чёрный крест · g4 чёрный круг · h4 чёрный крест · b3 чёрный крест · c3 чёрный круг · d3 чёрный крест · c2 белая пешка | g5 чёрная пешка · c4 чёрный круг · f4 чёрный крест · g4 чёрный круг · h4 чёрный крест · b3 чёрный крест · c3 чёрный круг · d3 чёрный крест · c2 белая пешка | g5 чёрная пешка · c4 чёрный круг · f4 чёрный крест · g4 чёрный круг · h4 чёрный крест · b3 чёрный крест · c3 чёрный круг · d3 чёрный крест · c2 белая пешка | g5 чёрная пешка · c4 чёрный круг · f4 чёрный крест · g4 чёрный круг · h4 чёрный крест · b3 чёрный крест · c3 чёрный круг · d3 чёрный крест · c2 белая пешка | 8 |
| 7 | g5 чёрная пешка · c4 чёрный круг · f4 чёрный крест · g4 чёрный круг · h4 чёрный крест · b3 чёрный крест · c3 чёрный круг · d3 чёрный крест · c2 белая пешка | g5 чёрная пешка · c4 чёрный круг · f4 чёрный крест · g4 чёрный круг · h4 чёрный крест · b3 чёрный крест · c3 чёрный круг · d3 чёрный крест · c2 белая пешка | g5 чёрная пешка · c4 чёрный круг · f4 чёрный крест · g4 чёрный круг · h4 чёрный крест · b3 чёрный крест · c3 чёрный круг · d3 чёрный крест · c2 белая пешка | g5 чёрная пешка · c4 чёрный круг · f4 чёрный крест · g4 чёрный круг · h4 чёрный крест · b3 чёрный крест · c3 чёрный круг · d3 чёрный крест · c2 белая пешка | g5 чёрная пешка · c4 чёрный круг · f4 чёрный крест · g4 чёрный круг · h4 чёрный крест · b3 чёрный крест · c3 чёрный круг · d3 чёрный крест · c2 белая пешка | g5 чёрная пешка · c4 чёрный круг · f4 чёрный крест · g4 чёрный круг · h4 чёрный крест · b3 чёрный крест · c3 чёрный круг · d3 чёрный крест · c2 белая пешка | g5 чёрная пешка · c4 чёрный круг · f4 чёрный крест · g4 чёрный круг · h4 чёрный крест · b3 чёрный крест · c3 чёрный круг · d3 чёрный крест · c2 белая пешка | g5 чёрная пешка · c4 чёрный круг · f4 чёрный крест · g4 чёрный круг · h4 чёрный крест · b3 чёрный крест · c3 чёрный круг · d3 чёрный крест · c2 белая пешка | 7 |
| 6 | g5 чёрная пешка · c4 чёрный круг · f4 чёрный крест · g4 чёрный круг · h4 чёрный крест · b3 чёрный крест · c3 чёрный круг · d3 чёрный крест · c2 белая пешка | g5 чёрная пешка · c4 чёрный круг · f4 чёрный крест · g4 чёрный круг · h4 чёрный крест · b3 чёрный крест · c3 чёрный круг · d3 чёрный крест · c2 белая пешка | g5 чёрная пешка · c4 чёрный круг · f4 чёрный крест · g4 чёрный круг · h4 чёрный крест · b3 чёрный крест · c3 чёрный круг · d3 чёрный крест · c2 белая пешка | g5 чёрная пешка · c4 чёрный круг · f4 чёрный крест · g4 чёрный круг · h4 чёрный крест · b3 чёрный крест · c3 чёрный круг · d3 чёрный крест · c2 белая пешка | g5 чёрная пешка · c4 чёрный круг · f4 чёрный крест · g4 чёрный круг · h4 чёрный крест · b3 чёрный крест · c3 чёрный круг · d3 чёрный крест · c2 белая пешка | g5 чёрная пешка · c4 чёрный круг · f4 чёрный крест · g4 чёрный круг · h4 чёрный крест · b3 чёрный крест · c3 чёрный круг · d3 чёрный крест · c2 белая пешка | g5 чёрная пешка · c4 чёрный круг · f4 чёрный крест · g4 чёрный круг · h4 чёрный крест · b3 чёрный крест · c3 чёрный круг · d3 чёрный крест · c2 белая пешка | g5 чёрная пешка · c4 чёрный круг · f4 чёрный крест · g4 чёрный круг · h4 чёрный крест · b3 чёрный крест · c3 чёрный круг · d3 чёрный крест · c2 белая пешка | 6 |
| 5 | g5 чёрная пешка · c4 чёрный круг · f4 чёрный крест · g4 чёрный круг · h4 чёрный крест · b3 чёрный крест · c3 чёрный круг · d3 чёрный крест · c2 белая пешка | g5 чёрная пешка · c4 чёрный круг · f4 чёрный крест · g4 чёрный круг · h4 чёрный крест · b3 чёрный крест · c3 чёрный круг · d3 чёрный крест · c2 белая пешка | g5 чёрная пешка · c4 чёрный круг · f4 чёрный крест · g4 чёрный круг · h4 чёрный крест · b3 чёрный крест · c3 чёрный круг · d3 чёрный крест · c2 белая пешка | g5 чёрная пешка · c4 чёрный круг · f4 чёрный крест · g4 чёрный круг · h4 чёрный крест · b3 чёрный крест · c3 чёрный круг · d3 чёрный крест · c2 белая пешка | g5 чёрная пешка · c4 чёрный круг · f4 чёрный крест · g4 чёрный круг · h4 чёрный крест · b3 чёрный крест · c3 чёрный круг · d3 чёрный крест · c2 белая пешка | g5 чёрная пешка · c4 чёрный круг · f4 чёрный крест · g4 чёрный круг · h4 чёрный крест · b3 чёрный крест · c3 чёрный круг · d3 чёрный крест · c2 белая пешка | g5 чёрная пешка · c4 чёрный круг · f4 чёрный крест · g4 чёрный круг · h4 чёрный крест · b3 чёрный крест · c3 чёрный круг · d3 чёрный крест · c2 белая пешка | g5 чёрная пешка · c4 чёрный круг · f4 чёрный крест · g4 чёрный круг · h4 чёрный крест · b3 чёрный крест · c3 чёрный круг · d3 чёрный крест · c2 белая пешка | 5 |
| 4 | g5 чёрная пешка · c4 чёрный круг · f4 чёрный крест · g4 чёрный круг · h4 чёрный крест · b3 чёрный крест · c3 чёрный круг · d3 чёрный крест · c2 белая пешка | g5 чёрная пешка · c4 чёрный круг · f4 чёрный крест · g4 чёрный круг · h4 чёрный крест · b3 чёрный крест · c3 чёрный круг · d3 чёрный крест · c2 белая пешка | g5 чёрная пешка · c4 чёрный круг · f4 чёрный крест · g4 чёрный круг · h4 чёрный крест · b3 чёрный крест · c3 чёрный круг · d3 чёрный крест · c2 белая пешка | g5 чёрная пешка · c4 чёрный круг · f4 чёрный крест · g4 чёрный круг · h4 чёрный крест · b3 чёрный крест · c3 чёрный круг · d3 чёрный крест · c2 белая пешка | g5 чёрная пешка · c4 чёрный круг · f4 чёрный крест · g4 чёрный круг · h4 чёрный крест · b3 чёрный крест · c3 чёрный круг · d3 чёрный крест · c2 белая пешка | g5 чёрная пешка · c4 чёрный круг · f4 чёрный крест · g4 чёрный круг · h4 чёрный крест · b3 чёрный крест · c3 чёрный круг · d3 чёрный крест · c2 белая пешка | g5 чёрная пешка · c4 чёрный круг · f4 чёрный крест · g4 чёрный круг · h4 чёрный крест · b3 чёрный крест · c3 чёрный круг · d3 чёрный крест · c2 белая пешка | g5 чёрная пешка · c4 чёрный круг · f4 чёрный крест · g4 чёрный круг · h4 чёрный крест · b3 чёрный крест · c3 чёрный круг · d3 чёрный крест · c2 белая пешка | 4 |
| 3 | g5 чёрная пешка · c4 чёрный круг · f4 чёрный крест · g4 чёрный круг · h4 чёрный крест · b3 чёрный крест · c3 чёрный круг · d3 чёрный крест · c2 белая пешка | g5 чёрная пешка · c4 чёрный круг · f4 чёрный крест · g4 чёрный круг · h4 чёрный крест · b3 чёрный крест · c3 чёрный круг · d3 чёрный крест · c2 белая пешка | g5 чёрная пешка · c4 чёрный круг · f4 чёрный крест · g4 чёрный круг · h4 чёрный крест · b3 чёрный крест · c3 чёрный круг · d3 чёрный крест · c2 белая пешка | g5 чёрная пешка · c4 чёрный круг · f4 чёрный крест · g4 чёрный круг · h4 чёрный крест · b3 чёрный крест · c3 чёрный круг · d3 чёрный крест · c2 белая пешка | g5 чёрная пешка · c4 чёрный круг · f4 чёрный крест · g4 чёрный круг · h4 чёрный крест · b3 чёрный крест · c3 чёрный круг · d3 чёрный крест · c2 белая пешка | g5 чёрная пешка · c4 чёрный круг · f4 чёрный крест · g4 чёрный круг · h4 чёрный крест · b3 чёрный крест · c3 чёрный круг · d3 чёрный крест · c2 белая пешка | g5 чёрная пешка · c4 чёрный круг · f4 чёрный крест · g4 чёрный круг · h4 чёрный крест · b3 чёрный крест · c3 чёрный круг · d3 чёрный крест · c2 белая пешка | g5 чёрная пешка · c4 чёрный круг · f4 чёрный крест · g4 чёрный круг · h4 чёрный крест · b3 чёрный крест · c3 чёрный круг · d3 чёрный крест · c2 белая пешка | 3 |
| 2 | g5 чёрная пешка · c4 чёрный круг · f4 чёрный крест · g4 чёрный круг · h4 чёрный крест · b3 чёрный крест · c3 чёрный круг · d3 чёрный крест · c2 белая пешка | g5 чёрная пешка · c4 чёрный круг · f4 чёрный крест · g4 чёрный круг · h4 чёрный крест · b3 чёрный крест · c3 чёрный круг · d3 чёрный крест · c2 белая пешка | g5 чёрная пешка · c4 чёрный круг · f4 чёрный крест · g4 чёрный круг · h4 чёрный крест · b3 чёрный крест · c3 чёрный круг · d3 чёрный крест · c2 белая пешка | g5 чёрная пешка · c4 чёрный круг · f4 чёрный крест · g4 чёрный круг · h4 чёрный крест · b3 чёрный крест · c3 чёрный круг · d3 чёрный крест · c2 белая пешка | g5 чёрная пешка · c4 чёрный круг · f4 чёрный крест · g4 чёрный круг · h4 чёрный крест · b3 чёрный крест · c3 чёрный круг · d3 чёрный крест · c2 белая пешка | g5 чёрная пешка · c4 чёрный круг · f4 чёрный крест · g4 чёрный круг · h4 чёрный крест · b3 чёрный крест · c3 чёрный круг · d3 чёрный крест · c2 белая пешка | g5 чёрная пешка · c4 чёрный круг · f4 чёрный крест · g4 чёрный круг · h4 чёрный крест · b3 чёрный крест · c3 чёрный круг · d3 чёрный крест · c2 белая пешка | g5 чёрная пешка · c4 чёрный круг · f4 чёрный крест · g4 чёрный круг · h4 чёрный крест · b3 чёрный крест · c3 чёрный круг · d3 чёрный крест · c2 белая пешка | 2 |
| 1 | g5 чёрная пешка · c4 чёрный круг · f4 чёрный крест · g4 чёрный круг · h4 чёрный крест · b3 чёрный крест · c3 чёрный круг · d3 чёрный крест · c2 белая пешка | g5 чёрная пешка · c4 чёрный круг · f4 чёрный крест · g4 чёрный круг · h4 чёрный крест · b3 чёрный крест · c3 чёрный круг · d3 чёрный крест · c2 белая пешка | g5 чёрная пешка · c4 чёрный круг · f4 чёрный крест · g4 чёрный круг · h4 чёрный крест · b3 чёрный крест · c3 чёрный круг · d3 чёрный крест · c2 белая пешка | g5 чёрная пешка · c4 чёрный круг · f4 чёрный крест · g4 чёрный круг · h4 чёрный крест · b3 чёрный крест · c3 чёрный круг · d3 чёрный крест · c2 белая пешка | g5 чёрная пешка · c4 чёрный круг · f4 чёрный крест · g4 чёрный круг · h4 чёрный крест · b3 чёрный крест · c3 чёрный круг · d3 чёрный крест · c2 белая пешка | g5 чёрная пешка · c4 чёрный круг · f4 чёрный крест · g4 чёрный круг · h4 чёрный крест · b3 чёрный крест · c3 чёрный круг · d3 чёрный крест · c2 белая пешка | g5 чёрная пешка · c4 чёрный круг · f4 чёрный крест · g4 чёрный круг · h4 чёрный крест · b3 чёрный крест · c3 чёрный круг · d3 чёрный крест · c2 белая пешка | g5 чёрная пешка · c4 чёрный круг · f4 чёрный крест · g4 чёрный круг · h4 чёрный крест · b3 чёрный крест · c3 чёрный круг · d3 чёрный крест · c2 белая пешка | 1 |
|   | a | b | c | d | e | f | g | h |   |

|   | a                                                                   | b                                                                   | c                                                                   | d                                                                   | e                                                                   | f                                                                   | g                                                                   | h                                                                   |   |
| - | ------------------------------------------------------------------- | ------------------------------------------------------------------- | ------------------------------------------------------------------- | ------------------------------------------------------------------- | ------------------------------------------------------------------- | ------------------------------------------------------------------- | ------------------------------------------------------------------- | ------------------------------------------------------------------- | - |
| 8 | f7 чёрная пешка · f6 чёрный крест · e5 белая пешка · f5 чёрный круг | f7 чёрная пешка · f6 чёрный крест · e5 белая пешка · f5 чёрный круг | f7 чёрная пешка · f6 чёрный крест · e5 белая пешка · f5 чёрный круг | f7 чёрная пешка · f6 чёрный крест · e5 белая пешка · f5 чёрный круг | f7 чёрная пешка · f6 чёрный крест · e5 белая пешка · f5 чёрный круг | f7 чёрная пешка · f6 чёрный крест · e5 белая пешка · f5 чёрный круг | f7 чёрная пешка · f6 чёрный крест · e5 белая пешка · f5 чёрный круг | f7 чёрная пешка · f6 чёрный крест · e5 белая пешка · f5 чёрный круг | 8 |
| 7 | f7 чёрная пешка · f6 чёрный крест · e5 белая пешка · f5 чёрный круг | f7 чёрная пешка · f6 чёрный крест · e5 белая пешка · f5 чёрный круг | f7 чёрная пешка · f6 чёрный крест · e5 белая пешка · f5 чёрный круг | f7 чёрная пешка · f6 чёрный крест · e5 белая пешка · f5 чёрный круг | f7 чёрная пешка · f6 чёрный крест · e5 белая пешка · f5 чёрный круг | f7 чёрная пешка · f6 чёрный крест · e5 белая пешка · f5 чёрный круг | f7 чёрная пешка · f6 чёрный крест · e5 белая пешка · f5 чёрный круг | f7 чёрная пешка · f6 чёрный крест · e5 белая пешка · f5 чёрный круг | 7 |
| 6 | f7 чёрная пешка · f6 чёрный крест · e5 белая пешка · f5 чёрный круг | f7 чёрная пешка · f6 чёрный крест · e5 белая пешка · f5 чёрный круг | f7 чёрная пешка · f6 чёрный крест · e5 белая пешка · f5 чёрный круг | f7 чёрная пешка · f6 чёрный крест · e5 белая пешка · f5 чёрный круг | f7 чёрная пешка · f6 чёрный крест · e5 белая пешка · f5 чёрный круг | f7 чёрная пешка · f6 чёрный крест · e5 белая пешка · f5 чёрный круг | f7 чёрная пешка · f6 чёрный крест · e5 белая пешка · f5 чёрный круг | f7 чёрная пешка · f6 чёрный крест · e5 белая пешка · f5 чёрный круг | 6 |
| 5 | f7 чёрная пешка · f6 чёрный крест · e5 белая пешка · f5 чёрный круг | f7 чёрная пешка · f6 чёрный крест · e5 белая пешка · f5 чёрный круг | f7 чёрная пешка · f6 чёрный крест · e5 белая пешка · f5 чёрный круг | f7 чёрная пешка · f6 чёрный крест · e5 белая пешка · f5 чёрный круг | f7 чёрная пешка · f6 чёрный крест · e5 белая пешка · f5 чёрный круг | f7 чёрная пешка · f6 чёрный крест · e5 белая пешка · f5 чёрный круг | f7 чёрная пешка · f6 чёрный крест · e5 белая пешка · f5 чёрный круг | f7 чёрная пешка · f6 чёрный крест · e5 белая пешка · f5 чёрный круг | 5 |
| 4 | f7 чёрная пешка · f6 чёрный крест · e5 белая пешка · f5 чёрный круг | f7 чёрная пешка · f6 чёрный крест · e5 белая пешка · f5 чёрный круг | f7 чёрная пешка · f6 чёрный крест · e5 белая пешка · f5 чёрный круг | f7 чёрная пешка · f6 чёрный крест · e5 белая пешка · f5 чёрный круг | f7 чёрная пешка · f6 чёрный крест · e5 белая пешка · f5 чёрный круг | f7 чёрная пешка · f6 чёрный крест · e5 белая пешка · f5 чёрный круг | f7 чёрная пешка · f6 чёрный крест · e5 белая пешка · f5 чёрный круг | f7 чёрная пешка · f6 чёрный крест · e5 белая пешка · f5 чёрный круг | 4 |
| 3 | f7 чёрная пешка · f6 чёрный крест · e5 белая пешка · f5 чёрный круг | f7 чёрная пешка · f6 чёрный крест · e5 белая пешка · f5 чёрный круг | f7 чёрная пешка · f6 чёрный крест · e5 белая пешка · f5 чёрный круг | f7 чёрная пешка · f6 чёрный крест · e5 белая пешка · f5 чёрный круг | f7 чёрная пешка · f6 чёрный крест · e5 белая пешка · f5 чёрный круг | f7 чёрная пешка · f6 чёрный крест · e5 белая пешка · f5 чёрный круг | f7 чёрная пешка · f6 чёрный крест · e5 белая пешка · f5 чёрный круг | f7 чёрная пешка · f6 чёрный крест · e5 белая пешка · f5 чёрный круг | 3 |
| 2 | f7 чёрная пешка · f6 чёрный крест · e5 белая пешка · f5 чёрный круг | f7 чёрная пешка · f6 чёрный крест · e5 белая пешка · f5 чёрный круг | f7 чёрная пешка · f6 чёрный крест · e5 белая пешка · f5 чёрный круг | f7 чёрная пешка · f6 чёрный крест · e5 белая пешка · f5 чёрный круг | f7 чёрная пешка · f6 чёрный крест · e5 белая пешка · f5 чёрный круг | f7 чёрная пешка · f6 чёрный крест · e5 белая пешка · f5 чёрный круг | f7 чёрная пешка · f6 чёрный крест · e5 белая пешка · f5 чёрный круг | f7 чёрная пешка · f6 чёрный крест · e5 белая пешка · f5 чёрный круг | 2 |
| 1 | f7 чёрная пешка · f6 чёрный крест · e5 белая пешка · f5 чёрный круг | f7 чёрная пешка · f6 чёрный крест · e5 белая пешка · f5 чёрный круг | f7 чёрная пешка · f6 чёрный крест · e5 белая пешка · f5 чёрный круг | f7 чёрная пешка · f6 чёрный крест · e5 белая пешка · f5 чёрный круг | f7 чёрная пешка · f6 чёрный крест · e5 белая пешка · f5 чёрный круг | f7 чёрная пешка · f6 чёрный крест · e5 белая пешка · f5 чёрный круг | f7 чёрная пешка · f6 чёрный крест · e5 белая пешка · f5 чёрный круг | f7 чёрная пешка · f6 чёрный крест · e5 белая пешка · f5 чёрный круг | 1 |
|   | a                                                                   | b                                                                   | c                                                                   | d                                                                   | e                                                                   | f                                                                   | g                                                                   | h                                                                   |   |

- Пешка может ходить вперёд на свободное поле, расположенное непосредственно перед ней на той же самой вертикали.
- С исходной позиции пешка может продвинуться на два поля по той же самой вертикали, если оба эти поля не заняты.
- Пешка ходит на поле, занимаемое фигурой или пешкой противника, которая расположена по диагонали на смежной вертикали, одновременно забирая эту фигуру или пешку.
- Пешка, атакующая поле, пересечённое пешкой партнёра, который продвинул её с исходной позиции сразу на два поля, может взять эту продвинутую пешку, как если бы последний её ход был только на одно поле. Это взятие может быть сделано только очередным ходом и называется «взятием на проходе».

## Превращение
|   | a | b | c | d | e | f | g | h |   |
| - | --- | --- | --- | --- | --- | --- | --- | --- | - |
| 8 | d8 чёрный конь · g8 чёрный конь · h8 чёрная ладья · e7 белая пешка · f7 чёрный ферзь · g7 чёрная пешка · h7 чёрная пешка · c6 чёрный король · c2 белый слон · g2 белая пешка · h2 белая пешка · g1 белый король | d8 чёрный конь · g8 чёрный конь · h8 чёрная ладья · e7 белая пешка · f7 чёрный ферзь · g7 чёрная пешка · h7 чёрная пешка · c6 чёрный король · c2 белый слон · g2 белая пешка · h2 белая пешка · g1 белый король | d8 чёрный конь · g8 чёрный конь · h8 чёрная ладья · e7 белая пешка · f7 чёрный ферзь · g7 чёрная пешка · h7 чёрная пешка · c6 чёрный король · c2 белый слон · g2 белая пешка · h2 белая пешка · g1 белый король | d8 чёрный конь · g8 чёрный конь · h8 чёрная ладья · e7 белая пешка · f7 чёрный ферзь · g7 чёрная пешка · h7 чёрная пешка · c6 чёрный король · c2 белый слон · g2 белая пешка · h2 белая пешка · g1 белый король | d8 чёрный конь · g8 чёрный конь · h8 чёрная ладья · e7 белая пешка · f7 чёрный ферзь · g7 чёрная пешка · h7 чёрная пешка · c6 чёрный король · c2 белый слон · g2 белая пешка · h2 белая пешка · g1 белый король | d8 чёрный конь · g8 чёрный конь · h8 чёрная ладья · e7 белая пешка · f7 чёрный ферзь · g7 чёрная пешка · h7 чёрная пешка · c6 чёрный король · c2 белый слон · g2 белая пешка · h2 белая пешка · g1 белый король | d8 чёрный конь · g8 чёрный конь · h8 чёрная ладья · e7 белая пешка · f7 чёрный ферзь · g7 чёрная пешка · h7 чёрная пешка · c6 чёрный король · c2 белый слон · g2 белая пешка · h2 белая пешка · g1 белый король | d8 чёрный конь · g8 чёрный конь · h8 чёрная ладья · e7 белая пешка · f7 чёрный ферзь · g7 чёрная пешка · h7 чёрная пешка · c6 чёрный король · c2 белый слон · g2 белая пешка · h2 белая пешка · g1 белый король | 8 |
| 7 | d8 чёрный конь · g8 чёрный конь · h8 чёрная ладья · e7 белая пешка · f7 чёрный ферзь · g7 чёрная пешка · h7 чёрная пешка · c6 чёрный король · c2 белый слон · g2 белая пешка · h2 белая пешка · g1 белый король | d8 чёрный конь · g8 чёрный конь · h8 чёрная ладья · e7 белая пешка · f7 чёрный ферзь · g7 чёрная пешка · h7 чёрная пешка · c6 чёрный король · c2 белый слон · g2 белая пешка · h2 белая пешка · g1 белый король | d8 чёрный конь · g8 чёрный конь · h8 чёрная ладья · e7 белая пешка · f7 чёрный ферзь · g7 чёрная пешка · h7 чёрная пешка · c6 чёрный король · c2 белый слон · g2 белая пешка · h2 белая пешка · g1 белый король | d8 чёрный конь · g8 чёрный конь · h8 чёрная ладья · e7 белая пешка · f7 чёрный ферзь · g7 чёрная пешка · h7 чёрная пешка · c6 чёрный король · c2 белый слон · g2 белая пешка · h2 белая пешка · g1 белый король | d8 чёрный конь · g8 чёрный конь · h8 чёрная ладья · e7 белая пешка · f7 чёрный ферзь · g7 чёрная пешка · h7 чёрная пешка · c6 чёрный король · c2 белый слон · g2 белая пешка · h2 белая пешка · g1 белый король | d8 чёрный конь · g8 чёрный конь · h8 чёрная ладья · e7 белая пешка · f7 чёрный ферзь · g7 чёрная пешка · h7 чёрная пешка · c6 чёрный король · c2 белый слон · g2 белая пешка · h2 белая пешка · g1 белый король | d8 чёрный конь · g8 чёрный конь · h8 чёрная ладья · e7 белая пешка · f7 чёрный ферзь · g7 чёрная пешка · h7 чёрная пешка · c6 чёрный король · c2 белый слон · g2 белая пешка · h2 белая пешка · g1 белый король | d8 чёрный конь · g8 чёрный конь · h8 чёрная ладья · e7 белая пешка · f7 чёрный ферзь · g7 чёрная пешка · h7 чёрная пешка · c6 чёрный король · c2 белый слон · g2 белая пешка · h2 белая пешка · g1 белый король | 7 |
| 6 | d8 чёрный конь · g8 чёрный конь · h8 чёрная ладья · e7 белая пешка · f7 чёрный ферзь · g7 чёрная пешка · h7 чёрная пешка · c6 чёрный король · c2 белый слон · g2 белая пешка · h2 белая пешка · g1 белый король | d8 чёрный конь · g8 чёрный конь · h8 чёрная ладья · e7 белая пешка · f7 чёрный ферзь · g7 чёрная пешка · h7 чёрная пешка · c6 чёрный король · c2 белый слон · g2 белая пешка · h2 белая пешка · g1 белый король | d8 чёрный конь · g8 чёрный конь · h8 чёрная ладья · e7 белая пешка · f7 чёрный ферзь · g7 чёрная пешка · h7 чёрная пешка · c6 чёрный король · c2 белый слон · g2 белая пешка · h2 белая пешка · g1 белый король | d8 чёрный конь · g8 чёрный конь · h8 чёрная ладья · e7 белая пешка · f7 чёрный ферзь · g7 чёрная пешка · h7 чёрная пешка · c6 чёрный король · c2 белый слон · g2 белая пешка · h2 белая пешка · g1 белый король | d8 чёрный конь · g8 чёрный конь · h8 чёрная ладья · e7 белая пешка · f7 чёрный ферзь · g7 чёрная пешка · h7 чёрная пешка · c6 чёрный король · c2 белый слон · g2 белая пешка · h2 белая пешка · g1 белый король | d8 чёрный конь · g8 чёрный конь · h8 чёрная ладья · e7 белая пешка · f7 чёрный ферзь · g7 чёрная пешка · h7 чёрная пешка · c6 чёрный король · c2 белый слон · g2 белая пешка · h2 белая пешка · g1 белый король | d8 чёрный конь · g8 чёрный конь · h8 чёрная ладья · e7 белая пешка · f7 чёрный ферзь · g7 чёрная пешка · h7 чёрная пешка · c6 чёрный король · c2 белый слон · g2 белая пешка · h2 белая пешка · g1 белый король | d8 чёрный конь · g8 чёрный конь · h8 чёрная ладья · e7 белая пешка · f7 чёрный ферзь · g7 чёрная пешка · h7 чёрная пешка · c6 чёрный король · c2 белый слон · g2 белая пешка · h2 белая пешка · g1 белый король | 6 |
| 5 | d8 чёрный конь · g8 чёрный конь · h8 чёрная ладья · e7 белая пешка · f7 чёрный ферзь · g7 чёрная пешка · h7 чёрная пешка · c6 чёрный король · c2 белый слон · g2 белая пешка · h2 белая пешка · g1 белый король | d8 чёрный конь · g8 чёрный конь · h8 чёрная ладья · e7 белая пешка · f7 чёрный ферзь · g7 чёрная пешка · h7 чёрная пешка · c6 чёрный король · c2 белый слон · g2 белая пешка · h2 белая пешка · g1 белый король | d8 чёрный конь · g8 чёрный конь · h8 чёрная ладья · e7 белая пешка · f7 чёрный ферзь · g7 чёрная пешка · h7 чёрная пешка · c6 чёрный король · c2 белый слон · g2 белая пешка · h2 белая пешка · g1 белый король | d8 чёрный конь · g8 чёрный конь · h8 чёрная ладья · e7 белая пешка · f7 чёрный ферзь · g7 чёрная пешка · h7 чёрная пешка · c6 чёрный король · c2 белый слон · g2 белая пешка · h2 белая пешка · g1 белый король | d8 чёрный конь · g8 чёрный конь · h8 чёрная ладья · e7 белая пешка · f7 чёрный ферзь · g7 чёрная пешка · h7 чёрная пешка · c6 чёрный король · c2 белый слон · g2 белая пешка · h2 белая пешка · g1 белый король | d8 чёрный конь · g8 чёрный конь · h8 чёрная ладья · e7 белая пешка · f7 чёрный ферзь · g7 чёрная пешка · h7 чёрная пешка · c6 чёрный король · c2 белый слон · g2 белая пешка · h2 белая пешка · g1 белый король | d8 чёрный конь · g8 чёрный конь · h8 чёрная ладья · e7 белая пешка · f7 чёрный ферзь · g7 чёрная пешка · h7 чёрная пешка · c6 чёрный король · c2 белый слон · g2 белая пешка · h2 белая пешка · g1 белый король | d8 чёрный конь · g8 чёрный конь · h8 чёрная ладья · e7 белая пешка · f7 чёрный ферзь · g7 чёрная пешка · h7 чёрная пешка · c6 чёрный король · c2 белый слон · g2 белая пешка · h2 белая пешка · g1 белый король | 5 |
| 4 | d8 чёрный конь · g8 чёрный конь · h8 чёрная ладья · e7 белая пешка · f7 чёрный ферзь · g7 чёрная пешка · h7 чёрная пешка · c6 чёрный король · c2 белый слон · g2 белая пешка · h2 белая пешка · g1 белый король | d8 чёрный конь · g8 чёрный конь · h8 чёрная ладья · e7 белая пешка · f7 чёрный ферзь · g7 чёрная пешка · h7 чёрная пешка · c6 чёрный король · c2 белый слон · g2 белая пешка · h2 белая пешка · g1 белый король | d8 чёрный конь · g8 чёрный конь · h8 чёрная ладья · e7 белая пешка · f7 чёрный ферзь · g7 чёрная пешка · h7 чёрная пешка · c6 чёрный король · c2 белый слон · g2 белая пешка · h2 белая пешка · g1 белый король | d8 чёрный конь · g8 чёрный конь · h8 чёрная ладья · e7 белая пешка · f7 чёрный ферзь · g7 чёрная пешка · h7 чёрная пешка · c6 чёрный король · c2 белый слон · g2 белая пешка · h2 белая пешка · g1 белый король | d8 чёрный конь · g8 чёрный конь · h8 чёрная ладья · e7 белая пешка · f7 чёрный ферзь · g7 чёрная пешка · h7 чёрная пешка · c6 чёрный король · c2 белый слон · g2 белая пешка · h2 белая пешка · g1 белый король | d8 чёрный конь · g8 чёрный конь · h8 чёрная ладья · e7 белая пешка · f7 чёрный ферзь · g7 чёрная пешка · h7 чёрная пешка · c6 чёрный король · c2 белый слон · g2 белая пешка · h2 белая пешка · g1 белый король | d8 чёрный конь · g8 чёрный конь · h8 чёрная ладья · e7 белая пешка · f7 чёрный ферзь · g7 чёрная пешка · h7 чёрная пешка · c6 чёрный король · c2 белый слон · g2 белая пешка · h2 белая пешка · g1 белый король | d8 чёрный конь · g8 чёрный конь · h8 чёрная ладья · e7 белая пешка · f7 чёрный ферзь · g7 чёрная пешка · h7 чёрная пешка · c6 чёрный король · c2 белый слон · g2 белая пешка · h2 белая пешка · g1 белый король | 4 |
| 3 | d8 чёрный конь · g8 чёрный конь · h8 чёрная ладья · e7 белая пешка · f7 чёрный ферзь · g7 чёрная пешка · h7 чёрная пешка · c6 чёрный король · c2 белый слон · g2 белая пешка · h2 белая пешка · g1 белый король | d8 чёрный конь · g8 чёрный конь · h8 чёрная ладья · e7 белая пешка · f7 чёрный ферзь · g7 чёрная пешка · h7 чёрная пешка · c6 чёрный король · c2 белый слон · g2 белая пешка · h2 белая пешка · g1 белый король | d8 чёрный конь · g8 чёрный конь · h8 чёрная ладья · e7 белая пешка · f7 чёрный ферзь · g7 чёрная пешка · h7 чёрная пешка · c6 чёрный король · c2 белый слон · g2 белая пешка · h2 белая пешка · g1 белый король | d8 чёрный конь · g8 чёрный конь · h8 чёрная ладья · e7 белая пешка · f7 чёрный ферзь · g7 чёрная пешка · h7 чёрная пешка · c6 чёрный король · c2 белый слон · g2 белая пешка · h2 белая пешка · g1 белый король | d8 чёрный конь · g8 чёрный конь · h8 чёрная ладья · e7 белая пешка · f7 чёрный ферзь · g7 чёрная пешка · h7 чёрная пешка · c6 чёрный король · c2 белый слон · g2 белая пешка · h2 белая пешка · g1 белый король | d8 чёрный конь · g8 чёрный конь · h8 чёрная ладья · e7 белая пешка · f7 чёрный ферзь · g7 чёрная пешка · h7 чёрная пешка · c6 чёрный король · c2 белый слон · g2 белая пешка · h2 белая пешка · g1 белый король | d8 чёрный конь · g8 чёрный конь · h8 чёрная ладья · e7 белая пешка · f7 чёрный ферзь · g7 чёрная пешка · h7 чёрная пешка · c6 чёрный король · c2 белый слон · g2 белая пешка · h2 белая пешка · g1 белый король | d8 чёрный конь · g8 чёрный конь · h8 чёрная ладья · e7 белая пешка · f7 чёрный ферзь · g7 чёрная пешка · h7 чёрная пешка · c6 чёрный король · c2 белый слон · g2 белая пешка · h2 белая пешка · g1 белый король | 3 |
| 2 | d8 чёрный конь · g8 чёрный конь · h8 чёрная ладья · e7 белая пешка · f7 чёрный ферзь · g7 чёрная пешка · h7 чёрная пешка · c6 чёрный король · c2 белый слон · g2 белая пешка · h2 белая пешка · g1 белый король | d8 чёрный конь · g8 чёрный конь · h8 чёрная ладья · e7 белая пешка · f7 чёрный ферзь · g7 чёрная пешка · h7 чёрная пешка · c6 чёрный король · c2 белый слон · g2 белая пешка · h2 белая пешка · g1 белый король | d8 чёрный конь · g8 чёрный конь · h8 чёрная ладья · e7 белая пешка · f7 чёрный ферзь · g7 чёрная пешка · h7 чёрная пешка · c6 чёрный король · c2 белый слон · g2 белая пешка · h2 белая пешка · g1 белый король | d8 чёрный конь · g8 чёрный конь · h8 чёрная ладья · e7 белая пешка · f7 чёрный ферзь · g7 чёрная пешка · h7 чёрная пешка · c6 чёрный король · c2 белый слон · g2 белая пешка · h2 белая пешка · g1 белый король | d8 чёрный конь · g8 чёрный конь · h8 чёрная ладья · e7 белая пешка · f7 чёрный ферзь · g7 чёрная пешка · h7 чёрная пешка · c6 чёрный король · c2 белый слон · g2 белая пешка · h2 белая пешка · g1 белый король | d8 чёрный конь · g8 чёрный конь · h8 чёрная ладья · e7 белая пешка · f7 чёрный ферзь · g7 чёрная пешка · h7 чёрная пешка · c6 чёрный король · c2 белый слон · g2 белая пешка · h2 белая пешка · g1 белый король | d8 чёрный конь · g8 чёрный конь · h8 чёрная ладья · e7 белая пешка · f7 чёрный ферзь · g7 чёрная пешка · h7 чёрная пешка · c6 чёрный король · c2 белый слон · g2 белая пешка · h2 белая пешка · g1 белый король | d8 чёрный конь · g8 чёрный конь · h8 чёрная ладья · e7 белая пешка · f7 чёрный ферзь · g7 чёрная пешка · h7 чёрная пешка · c6 чёрный король · c2 белый слон · g2 белая пешка · h2 белая пешка · g1 белый король | 2 |
| 1 | d8 чёрный конь · g8 чёрный конь · h8 чёрная ладья · e7 белая пешка · f7 чёрный ферзь · g7 чёрная пешка · h7 чёрная пешка · c6 чёрный король · c2 белый слон · g2 белая пешка · h2 белая пешка · g1 белый король | d8 чёрный конь · g8 чёрный конь · h8 чёрная ладья · e7 белая пешка · f7 чёрный ферзь · g7 чёрная пешка · h7 чёрная пешка · c6 чёрный король · c2 белый слон · g2 белая пешка · h2 белая пешка · g1 белый король | d8 чёрный конь · g8 чёрный конь · h8 чёрная ладья · e7 белая пешка · f7 чёрный ферзь · g7 чёрная пешка · h7 чёрная пешка · c6 чёрный король · c2 белый слон · g2 белая пешка · h2 белая пешка · g1 белый король | d8 чёрный конь · g8 чёрный конь · h8 чёрная ладья · e7 белая пешка · f7 чёрный ферзь · g7 чёрная пешка · h7 чёрная пешка · c6 чёрный король · c2 белый слон · g2 белая пешка · h2 белая пешка · g1 белый король | d8 чёрный конь · g8 чёрный конь · h8 чёрная ладья · e7 белая пешка · f7 чёрный ферзь · g7 чёрная пешка · h7 чёрная пешка · c6 чёрный король · c2 белый слон · g2 белая пешка · h2 белая пешка · g1 белый король | d8 чёрный конь · g8 чёрный конь · h8 чёрная ладья · e7 белая пешка · f7 чёрный ферзь · g7 чёрная пешка · h7 чёрная пешка · c6 чёрный король · c2 белый слон · g2 белая пешка · h2 белая пешка · g1 белый король | d8 чёрный конь · g8 чёрный конь · h8 чёрная ладья · e7 белая пешка · f7 чёрный ферзь · g7 чёрная пешка · h7 чёрная пешка · c6 чёрный король · c2 белый слон · g2 белая пешка · h2 белая пешка · g1 белый король | d8 чёрный конь · g8 чёрный конь · h8 чёрная ладья · e7 белая пешка · f7 чёрный ферзь · g7 чёрная пешка · h7 чёрная пешка · c6 чёрный король · c2 белый слон · g2 белая пешка · h2 белая пешка · g1 белый король | 1 |
|   | a | b | c | d | e | f | g | h |   |

Когда пешка достигает самой дальней горизонтали от своей исходной позиции, она должна быть заменена, по выбору игрока, на ферзя, ладью, слона или коня «своего» цвета, что является частью того же хода; эта замена пешки на другую фигуру называется «превращением». При этом не имеет значения, сколько таких фигур уже имеется на доске. В подавляющем большинстве случаев пешку превращают в ферзя как в наиболее сильную фигуру. В некоторых случаях, однако, пешку выгоднее превратить в другую фигуру («слабое превращение»). К таким ситуациям относятся:
- Возможность поставить шах, мат или создать «вилку» превращением пешки в коня (одновременно атаковать несколько фигур или поскольку ферзь не может ходить как конь).
- Необходимость избежать немедленного пата или, реже, возможность создать патовую ситуацию (пешку превращают в ладью или слона). Применяется преимущественно в шахматной композиции.

## Виды пешек
|   | a | b | c | d | e | f | g | h |   |
| - | --- | --- | --- | --- | --- | --- | --- | --- | - |
| 8 | b6 чёрная пешка · e6 чёрный король · c5 чёрная пешка · d5 чёрная пешка · g4 белая пешка · d3 белая пешка · g3 белая пешка · c2 белый король · g2 белая пешка | b6 чёрная пешка · e6 чёрный король · c5 чёрная пешка · d5 чёрная пешка · g4 белая пешка · d3 белая пешка · g3 белая пешка · c2 белый король · g2 белая пешка | b6 чёрная пешка · e6 чёрный король · c5 чёрная пешка · d5 чёрная пешка · g4 белая пешка · d3 белая пешка · g3 белая пешка · c2 белый король · g2 белая пешка | b6 чёрная пешка · e6 чёрный король · c5 чёрная пешка · d5 чёрная пешка · g4 белая пешка · d3 белая пешка · g3 белая пешка · c2 белый король · g2 белая пешка | b6 чёрная пешка · e6 чёрный король · c5 чёрная пешка · d5 чёрная пешка · g4 белая пешка · d3 белая пешка · g3 белая пешка · c2 белый король · g2 белая пешка | b6 чёрная пешка · e6 чёрный король · c5 чёрная пешка · d5 чёрная пешка · g4 белая пешка · d3 белая пешка · g3 белая пешка · c2 белый король · g2 белая пешка | b6 чёрная пешка · e6 чёрный король · c5 чёрная пешка · d5 чёрная пешка · g4 белая пешка · d3 белая пешка · g3 белая пешка · c2 белый король · g2 белая пешка | b6 чёрная пешка · e6 чёрный король · c5 чёрная пешка · d5 чёрная пешка · g4 белая пешка · d3 белая пешка · g3 белая пешка · c2 белый король · g2 белая пешка | 8 |
| 7 | b6 чёрная пешка · e6 чёрный король · c5 чёрная пешка · d5 чёрная пешка · g4 белая пешка · d3 белая пешка · g3 белая пешка · c2 белый король · g2 белая пешка | b6 чёрная пешка · e6 чёрный король · c5 чёрная пешка · d5 чёрная пешка · g4 белая пешка · d3 белая пешка · g3 белая пешка · c2 белый король · g2 белая пешка | b6 чёрная пешка · e6 чёрный король · c5 чёрная пешка · d5 чёрная пешка · g4 белая пешка · d3 белая пешка · g3 белая пешка · c2 белый король · g2 белая пешка | b6 чёрная пешка · e6 чёрный король · c5 чёрная пешка · d5 чёрная пешка · g4 белая пешка · d3 белая пешка · g3 белая пешка · c2 белый король · g2 белая пешка | b6 чёрная пешка · e6 чёрный король · c5 чёрная пешка · d5 чёрная пешка · g4 белая пешка · d3 белая пешка · g3 белая пешка · c2 белый король · g2 белая пешка | b6 чёрная пешка · e6 чёрный король · c5 чёрная пешка · d5 чёрная пешка · g4 белая пешка · d3 белая пешка · g3 белая пешка · c2 белый король · g2 белая пешка | b6 чёрная пешка · e6 чёрный король · c5 чёрная пешка · d5 чёрная пешка · g4 белая пешка · d3 белая пешка · g3 белая пешка · c2 белый король · g2 белая пешка | b6 чёрная пешка · e6 чёрный король · c5 чёрная пешка · d5 чёрная пешка · g4 белая пешка · d3 белая пешка · g3 белая пешка · c2 белый король · g2 белая пешка | 7 |
| 6 | b6 чёрная пешка · e6 чёрный король · c5 чёрная пешка · d5 чёрная пешка · g4 белая пешка · d3 белая пешка · g3 белая пешка · c2 белый король · g2 белая пешка | b6 чёрная пешка · e6 чёрный король · c5 чёрная пешка · d5 чёрная пешка · g4 белая пешка · d3 белая пешка · g3 белая пешка · c2 белый король · g2 белая пешка | b6 чёрная пешка · e6 чёрный король · c5 чёрная пешка · d5 чёрная пешка · g4 белая пешка · d3 белая пешка · g3 белая пешка · c2 белый король · g2 белая пешка | b6 чёрная пешка · e6 чёрный король · c5 чёрная пешка · d5 чёрная пешка · g4 белая пешка · d3 белая пешка · g3 белая пешка · c2 белый король · g2 белая пешка | b6 чёрная пешка · e6 чёрный король · c5 чёрная пешка · d5 чёрная пешка · g4 белая пешка · d3 белая пешка · g3 белая пешка · c2 белый король · g2 белая пешка | b6 чёрная пешка · e6 чёрный король · c5 чёрная пешка · d5 чёрная пешка · g4 белая пешка · d3 белая пешка · g3 белая пешка · c2 белый король · g2 белая пешка | b6 чёрная пешка · e6 чёрный король · c5 чёрная пешка · d5 чёрная пешка · g4 белая пешка · d3 белая пешка · g3 белая пешка · c2 белый король · g2 белая пешка | b6 чёрная пешка · e6 чёрный король · c5 чёрная пешка · d5 чёрная пешка · g4 белая пешка · d3 белая пешка · g3 белая пешка · c2 белый король · g2 белая пешка | 6 |
| 5 | b6 чёрная пешка · e6 чёрный король · c5 чёрная пешка · d5 чёрная пешка · g4 белая пешка · d3 белая пешка · g3 белая пешка · c2 белый король · g2 белая пешка | b6 чёрная пешка · e6 чёрный король · c5 чёрная пешка · d5 чёрная пешка · g4 белая пешка · d3 белая пешка · g3 белая пешка · c2 белый король · g2 белая пешка | b6 чёрная пешка · e6 чёрный король · c5 чёрная пешка · d5 чёрная пешка · g4 белая пешка · d3 белая пешка · g3 белая пешка · c2 белый король · g2 белая пешка | b6 чёрная пешка · e6 чёрный король · c5 чёрная пешка · d5 чёрная пешка · g4 белая пешка · d3 белая пешка · g3 белая пешка · c2 белый король · g2 белая пешка | b6 чёрная пешка · e6 чёрный король · c5 чёрная пешка · d5 чёрная пешка · g4 белая пешка · d3 белая пешка · g3 белая пешка · c2 белый король · g2 белая пешка | b6 чёрная пешка · e6 чёрный король · c5 чёрная пешка · d5 чёрная пешка · g4 белая пешка · d3 белая пешка · g3 белая пешка · c2 белый король · g2 белая пешка | b6 чёрная пешка · e6 чёрный король · c5 чёрная пешка · d5 чёрная пешка · g4 белая пешка · d3 белая пешка · g3 белая пешка · c2 белый король · g2 белая пешка | b6 чёрная пешка · e6 чёрный король · c5 чёрная пешка · d5 чёрная пешка · g4 белая пешка · d3 белая пешка · g3 белая пешка · c2 белый король · g2 белая пешка | 5 |
| 4 | b6 чёрная пешка · e6 чёрный король · c5 чёрная пешка · d5 чёрная пешка · g4 белая пешка · d3 белая пешка · g3 белая пешка · c2 белый король · g2 белая пешка | b6 чёрная пешка · e6 чёрный король · c5 чёрная пешка · d5 чёрная пешка · g4 белая пешка · d3 белая пешка · g3 белая пешка · c2 белый король · g2 белая пешка | b6 чёрная пешка · e6 чёрный король · c5 чёрная пешка · d5 чёрная пешка · g4 белая пешка · d3 белая пешка · g3 белая пешка · c2 белый король · g2 белая пешка | b6 чёрная пешка · e6 чёрный король · c5 чёрная пешка · d5 чёрная пешка · g4 белая пешка · d3 белая пешка · g3 белая пешка · c2 белый король · g2 белая пешка | b6 чёрная пешка · e6 чёрный король · c5 чёрная пешка · d5 чёрная пешка · g4 белая пешка · d3 белая пешка · g3 белая пешка · c2 белый король · g2 белая пешка | b6 чёрная пешка · e6 чёрный король · c5 чёрная пешка · d5 чёрная пешка · g4 белая пешка · d3 белая пешка · g3 белая пешка · c2 белый король · g2 белая пешка | b6 чёрная пешка · e6 чёрный король · c5 чёрная пешка · d5 чёрная пешка · g4 белая пешка · d3 белая пешка · g3 белая пешка · c2 белый король · g2 белая пешка | b6 чёрная пешка · e6 чёрный король · c5 чёрная пешка · d5 чёрная пешка · g4 белая пешка · d3 белая пешка · g3 белая пешка · c2 белый король · g2 белая пешка | 4 |
| 3 | b6 чёрная пешка · e6 чёрный король · c5 чёрная пешка · d5 чёрная пешка · g4 белая пешка · d3 белая пешка · g3 белая пешка · c2 белый король · g2 белая пешка | b6 чёрная пешка · e6 чёрный король · c5 чёрная пешка · d5 чёрная пешка · g4 белая пешка · d3 белая пешка · g3 белая пешка · c2 белый король · g2 белая пешка | b6 чёрная пешка · e6 чёрный король · c5 чёрная пешка · d5 чёрная пешка · g4 белая пешка · d3 белая пешка · g3 белая пешка · c2 белый король · g2 белая пешка | b6 чёрная пешка · e6 чёрный король · c5 чёрная пешка · d5 чёрная пешка · g4 белая пешка · d3 белая пешка · g3 белая пешка · c2 белый король · g2 белая пешка | b6 чёрная пешка · e6 чёрный король · c5 чёрная пешка · d5 чёрная пешка · g4 белая пешка · d3 белая пешка · g3 белая пешка · c2 белый король · g2 белая пешка | b6 чёрная пешка · e6 чёрный король · c5 чёрная пешка · d5 чёрная пешка · g4 белая пешка · d3 белая пешка · g3 белая пешка · c2 белый король · g2 белая пешка | b6 чёрная пешка · e6 чёрный король · c5 чёрная пешка · d5 чёрная пешка · g4 белая пешка · d3 белая пешка · g3 белая пешка · c2 белый король · g2 белая пешка | b6 чёрная пешка · e6 чёрный король · c5 чёрная пешка · d5 чёрная пешка · g4 белая пешка · d3 белая пешка · g3 белая пешка · c2 белый король · g2 белая пешка | 3 |
| 2 | b6 чёрная пешка · e6 чёрный король · c5 чёрная пешка · d5 чёрная пешка · g4 белая пешка · d3 белая пешка · g3 белая пешка · c2 белый король · g2 белая пешка | b6 чёрная пешка · e6 чёрный король · c5 чёрная пешка · d5 чёрная пешка · g4 белая пешка · d3 белая пешка · g3 белая пешка · c2 белый король · g2 белая пешка | b6 чёрная пешка · e6 чёрный король · c5 чёрная пешка · d5 чёрная пешка · g4 белая пешка · d3 белая пешка · g3 белая пешка · c2 белый король · g2 белая пешка | b6 чёрная пешка · e6 чёрный король · c5 чёрная пешка · d5 чёрная пешка · g4 белая пешка · d3 белая пешка · g3 белая пешка · c2 белый король · g2 белая пешка | b6 чёрная пешка · e6 чёрный король · c5 чёрная пешка · d5 чёрная пешка · g4 белая пешка · d3 белая пешка · g3 белая пешка · c2 белый король · g2 белая пешка | b6 чёрная пешка · e6 чёрный король · c5 чёрная пешка · d5 чёрная пешка · g4 белая пешка · d3 белая пешка · g3 белая пешка · c2 белый король · g2 белая пешка | b6 чёрная пешка · e6 чёрный король · c5 чёрная пешка · d5 чёрная пешка · g4 белая пешка · d3 белая пешка · g3 белая пешка · c2 белый король · g2 белая пешка | b6 чёрная пешка · e6 чёрный король · c5 чёрная пешка · d5 чёрная пешка · g4 белая пешка · d3 белая пешка · g3 белая пешка · c2 белый король · g2 белая пешка | 2 |
| 1 | b6 чёрная пешка · e6 чёрный король · c5 чёрная пешка · d5 чёрная пешка · g4 белая пешка · d3 белая пешка · g3 белая пешка · c2 белый король · g2 белая пешка | b6 чёрная пешка · e6 чёрный король · c5 чёрная пешка · d5 чёрная пешка · g4 белая пешка · d3 белая пешка · g3 белая пешка · c2 белый король · g2 белая пешка | b6 чёрная пешка · e6 чёрный король · c5 чёрная пешка · d5 чёрная пешка · g4 белая пешка · d3 белая пешка · g3 белая пешка · c2 белый король · g2 белая пешка | b6 чёрная пешка · e6 чёрный король · c5 чёрная пешка · d5 чёрная пешка · g4 белая пешка · d3 белая пешка · g3 белая пешка · c2 белый король · g2 белая пешка | b6 чёрная пешка · e6 чёрный король · c5 чёрная пешка · d5 чёрная пешка · g4 белая пешка · d3 белая пешка · g3 белая пешка · c2 белый король · g2 белая пешка | b6 чёрная пешка · e6 чёрный король · c5 чёрная пешка · d5 чёрная пешка · g4 белая пешка · d3 белая пешка · g3 белая пешка · c2 белый король · g2 белая пешка | b6 чёрная пешка · e6 чёрный король · c5 чёрная пешка · d5 чёрная пешка · g4 белая пешка · d3 белая пешка · g3 белая пешка · c2 белый король · g2 белая пешка | b6 чёрная пешка · e6 чёрный король · c5 чёрная пешка · d5 чёрная пешка · g4 белая пешка · d3 белая пешка · g3 белая пешка · c2 белый король · g2 белая пешка | 1 |
|   | a | b | c | d | e | f | g | h |   |

|   | a | b | c | d | e | f | g | h |   |
| - | --- | --- | --- | --- | --- | --- | --- | --- | - |
| 8 | a8 чёрный король · a6 белая пешка · b6 чёрная пешка · g6 чёрная пешка · g5 белая пешка · a4 белый король | a8 чёрный король · a6 белая пешка · b6 чёрная пешка · g6 чёрная пешка · g5 белая пешка · a4 белый король | a8 чёрный король · a6 белая пешка · b6 чёрная пешка · g6 чёрная пешка · g5 белая пешка · a4 белый король | a8 чёрный король · a6 белая пешка · b6 чёрная пешка · g6 чёрная пешка · g5 белая пешка · a4 белый король | a8 чёрный король · a6 белая пешка · b6 чёрная пешка · g6 чёрная пешка · g5 белая пешка · a4 белый король | a8 чёрный король · a6 белая пешка · b6 чёрная пешка · g6 чёрная пешка · g5 белая пешка · a4 белый король | a8 чёрный король · a6 белая пешка · b6 чёрная пешка · g6 чёрная пешка · g5 белая пешка · a4 белый король | a8 чёрный король · a6 белая пешка · b6 чёрная пешка · g6 чёрная пешка · g5 белая пешка · a4 белый король | 8 |
| 7 | a8 чёрный король · a6 белая пешка · b6 чёрная пешка · g6 чёрная пешка · g5 белая пешка · a4 белый король | a8 чёрный король · a6 белая пешка · b6 чёрная пешка · g6 чёрная пешка · g5 белая пешка · a4 белый король | a8 чёрный король · a6 белая пешка · b6 чёрная пешка · g6 чёрная пешка · g5 белая пешка · a4 белый король | a8 чёрный король · a6 белая пешка · b6 чёрная пешка · g6 чёрная пешка · g5 белая пешка · a4 белый король | a8 чёрный король · a6 белая пешка · b6 чёрная пешка · g6 чёрная пешка · g5 белая пешка · a4 белый король | a8 чёрный король · a6 белая пешка · b6 чёрная пешка · g6 чёрная пешка · g5 белая пешка · a4 белый король | a8 чёрный король · a6 белая пешка · b6 чёрная пешка · g6 чёрная пешка · g5 белая пешка · a4 белый король | a8 чёрный король · a6 белая пешка · b6 чёрная пешка · g6 чёрная пешка · g5 белая пешка · a4 белый король | 7 |
| 6 | a8 чёрный король · a6 белая пешка · b6 чёрная пешка · g6 чёрная пешка · g5 белая пешка · a4 белый король | a8 чёрный король · a6 белая пешка · b6 чёрная пешка · g6 чёрная пешка · g5 белая пешка · a4 белый король | a8 чёрный король · a6 белая пешка · b6 чёрная пешка · g6 чёрная пешка · g5 белая пешка · a4 белый король | a8 чёрный король · a6 белая пешка · b6 чёрная пешка · g6 чёрная пешка · g5 белая пешка · a4 белый король | a8 чёрный король · a6 белая пешка · b6 чёрная пешка · g6 чёрная пешка · g5 белая пешка · a4 белый король | a8 чёрный король · a6 белая пешка · b6 чёрная пешка · g6 чёрная пешка · g5 белая пешка · a4 белый король | a8 чёрный король · a6 белая пешка · b6 чёрная пешка · g6 чёрная пешка · g5 белая пешка · a4 белый король | a8 чёрный король · a6 белая пешка · b6 чёрная пешка · g6 чёрная пешка · g5 белая пешка · a4 белый король | 6 |
| 5 | a8 чёрный король · a6 белая пешка · b6 чёрная пешка · g6 чёрная пешка · g5 белая пешка · a4 белый король | a8 чёрный король · a6 белая пешка · b6 чёрная пешка · g6 чёрная пешка · g5 белая пешка · a4 белый король | a8 чёрный король · a6 белая пешка · b6 чёрная пешка · g6 чёрная пешка · g5 белая пешка · a4 белый король | a8 чёрный король · a6 белая пешка · b6 чёрная пешка · g6 чёрная пешка · g5 белая пешка · a4 белый король | a8 чёрный король · a6 белая пешка · b6 чёрная пешка · g6 чёрная пешка · g5 белая пешка · a4 белый король | a8 чёрный король · a6 белая пешка · b6 чёрная пешка · g6 чёрная пешка · g5 белая пешка · a4 белый король | a8 чёрный король · a6 белая пешка · b6 чёрная пешка · g6 чёрная пешка · g5 белая пешка · a4 белый король | a8 чёрный король · a6 белая пешка · b6 чёрная пешка · g6 чёрная пешка · g5 белая пешка · a4 белый король | 5 |
| 4 | a8 чёрный король · a6 белая пешка · b6 чёрная пешка · g6 чёрная пешка · g5 белая пешка · a4 белый король | a8 чёрный король · a6 белая пешка · b6 чёрная пешка · g6 чёрная пешка · g5 белая пешка · a4 белый король | a8 чёрный король · a6 белая пешка · b6 чёрная пешка · g6 чёрная пешка · g5 белая пешка · a4 белый король | a8 чёрный король · a6 белая пешка · b6 чёрная пешка · g6 чёрная пешка · g5 белая пешка · a4 белый король | a8 чёрный король · a6 белая пешка · b6 чёрная пешка · g6 чёрная пешка · g5 белая пешка · a4 белый король | a8 чёрный король · a6 белая пешка · b6 чёрная пешка · g6 чёрная пешка · g5 белая пешка · a4 белый король | a8 чёрный король · a6 белая пешка · b6 чёрная пешка · g6 чёрная пешка · g5 белая пешка · a4 белый король | a8 чёрный король · a6 белая пешка · b6 чёрная пешка · g6 чёрная пешка · g5 белая пешка · a4 белый король | 4 |
| 3 | a8 чёрный король · a6 белая пешка · b6 чёрная пешка · g6 чёрная пешка · g5 белая пешка · a4 белый король | a8 чёрный король · a6 белая пешка · b6 чёрная пешка · g6 чёрная пешка · g5 белая пешка · a4 белый король | a8 чёрный король · a6 белая пешка · b6 чёрная пешка · g6 чёрная пешка · g5 белая пешка · a4 белый король | a8 чёрный король · a6 белая пешка · b6 чёрная пешка · g6 чёрная пешка · g5 белая пешка · a4 белый король | a8 чёрный король · a6 белая пешка · b6 чёрная пешка · g6 чёрная пешка · g5 белая пешка · a4 белый король | a8 чёрный король · a6 белая пешка · b6 чёрная пешка · g6 чёрная пешка · g5 белая пешка · a4 белый король | a8 чёрный король · a6 белая пешка · b6 чёрная пешка · g6 чёрная пешка · g5 белая пешка · a4 белый король | a8 чёрный король · a6 белая пешка · b6 чёрная пешка · g6 чёрная пешка · g5 белая пешка · a4 белый король | 3 |
| 2 | a8 чёрный король · a6 белая пешка · b6 чёрная пешка · g6 чёрная пешка · g5 белая пешка · a4 белый король | a8 чёрный король · a6 белая пешка · b6 чёрная пешка · g6 чёрная пешка · g5 белая пешка · a4 белый король | a8 чёрный король · a6 белая пешка · b6 чёрная пешка · g6 чёрная пешка · g5 белая пешка · a4 белый король | a8 чёрный король · a6 белая пешка · b6 чёрная пешка · g6 чёрная пешка · g5 белая пешка · a4 белый король | a8 чёрный король · a6 белая пешка · b6 чёрная пешка · g6 чёрная пешка · g5 белая пешка · a4 белый король | a8 чёрный король · a6 белая пешка · b6 чёрная пешка · g6 чёрная пешка · g5 белая пешка · a4 белый король | a8 чёрный король · a6 белая пешка · b6 чёрная пешка · g6 чёрная пешка · g5 белая пешка · a4 белый король | a8 чёрный король · a6 белая пешка · b6 чёрная пешка · g6 чёрная пешка · g5 белая пешка · a4 белый король | 2 |
| 1 | a8 чёрный король · a6 белая пешка · b6 чёрная пешка · g6 чёрная пешка · g5 белая пешка · a4 белый король | a8 чёрный король · a6 белая пешка · b6 чёрная пешка · g6 чёрная пешка · g5 белая пешка · a4 белый король | a8 чёрный король · a6 белая пешка · b6 чёрная пешка · g6 чёрная пешка · g5 белая пешка · a4 белый король | a8 чёрный король · a6 белая пешка · b6 чёрная пешка · g6 чёрная пешка · g5 белая пешка · a4 белый король | a8 чёрный король · a6 белая пешка · b6 чёрная пешка · g6 чёрная пешка · g5 белая пешка · a4 белый король | a8 чёрный король · a6 белая пешка · b6 чёрная пешка · g6 чёрная пешка · g5 белая пешка · a4 белый король | a8 чёрный король · a6 белая пешка · b6 чёрная пешка · g6 чёрная пешка · g5 белая пешка · a4 белый король | a8 чёрный король · a6 белая пешка · b6 чёрная пешка · g6 чёрная пешка · g5 белая пешка · a4 белый король | 1 |
|   | a | b | c | d | e | f | g | h |   |

В зависимости от вертикали, на которой пешка находится, различают:
| Название пешки | Вертикаль        |
| -------------- | ---------------- |
| Королевская    | e                |
| Ферзевая       | d                |
| Слоновая       | c, f             |
| Коневая        | b, g             |
| Ладейная       | a, h             |
| Центральная    | d, e             |
| Крайняя        | a, h             |
| Фланговая      | a, b, c, f, g, h |

В зависимости от взаимного расположения пешек существуют:
- Блокированная пешка — пешка, продвижение которой остановлено неприятельской фигурой или пешкой, стоящей непосредственно перед ней. Чаще всего блокированию подвергается изолированная пешка.
- Изолированная пешка — пешка, на соседних вертикалях с которой отсутствуют пешки того же цвета.
- Отсталая пешка ― пешка, которая при наличии на соседних вертикалях других пешек того же цвета, продвинутых вперёд, сама не может двигаться (блокирована или поля перед ней находятся под боем).
- Проходная пешка — пешка, на одной вертикали перед которой отсутствуют пешки противника, а на соседних вертикалях или нет пешек противника или они не держат под боем поля, через которые пешка должна пройти до поля превращения.
  - Защищённая проходная — проходная пешка, защищённая пешками того же цвета.
  - Отдалённая проходная — проходная пешка, расположенная на противоположной стороне доски от других пешек.
- Разрозненные пешки — пешки одного цвета, разделённые одной или несколькими вертикалями, на которых нет пешек того же цвета.
- Связанные пешки — две или более пешек одного цвета на соседних вертикалях, имеющие возможность защищать друг друга.
  - Пешечная пара — две пешки одного цвета, расположенные рядом на соседних вертикалях.
  - «Висячие» пешки — две связанные пешки (обычно центральная и слоновая) на одной горизонтали, не защищённые другими пешками. По определению Арона Нимцовича они унаследовали характерную черту изолированной пешки — соединение статической слабости и динамической силы: «висячие» пешки требуют постоянной защиты, но могут быть использованы как средство острой контратаки. Борьба против «висячих пешек» чаще всего сводится к тому, чтобы вынудить продвижение одной из них, затормозить их дальнейшее продвижение и атаковать отставшую пешку.
- Сдвоенные пешки (строенные пешки) — две (три) пешки одного цвета на одной вертикали.

На диаграмме:
Белые:
- Пешка d3 — изолированная.
- Пешки g2, g3, g4 — изолированные, строенные; пешка g4 — проходная.

Чёрные:
- Пешки b6, c5, d5 — связанные; пешка b6 — проходная.

Особый вид пешек — «Пешки-недотроги» — пешки, нападение на которые ведёт к цугцвангу нападающей стороны.
На диаграмме:
Ошибочно 1. Крb5? из-за 1… Kpa7, и чёрные выигрывают. На 1. Kpb4 ошибочно 1… Kpa7? из-за 2. Kpb5, и побеждают белые.